# Dean Martin’s Greatest Hits! Vol. 1
Dean Martin’s Greatest Hits! Vol. 1 – kompilacyjny album muzyczny z piosenkami Deana Martina wydany w 1968 roku przez Reprise Records.

## Utwory
| Nr  | Tytuł                                   |
| --- | --------------------------------------- |
| 1.  | Everybody Loves Somebody                |
| 2.  | You're Nobody Till Somebody Loves You   |
| 3.  | In the Chapel in the Moonlight          |
| 4.  | Houston                                 |
| 5.  | Remember Me (I’m the One Who Loves You) |
| 6.  | I Can’t Help Remembering You            |
| 7.  | Nobody's Baby Again                     |
| 8.  | Every Minute Every Hour                 |
| 9.  | Bummin' Around                          |
| 10. | You'll Always Be the One I Love         |
| 11. | Come Running Back                       |
| 12. | Birds and the Bees                      |